# Актёр (театр)
Театр «Актёр» (Коммунальное учреждение «Театрально-зрелищное заведение культуры „Актер“») — драматический театр в Киеве.

## История
Театр «Актёр» был основан в 1987 году известным актёром театра и кино, народным артистом Украины Валентином Шестопаловым. Именно он поставил на первое место в театре личность артиста: «Для меня театр „Актёр“ — это способ самоутверждения, реализация сокровенных творческих мечтаний […] Мы не закрываем двери ни перед кем». Первые четыре сезона «Актёр» работал в новом для Киева формате театра-кафе.
В разное время на сцене театра «Актёр» выступали заслуженная артистка РСФСР Анна Варпаховская, народные артисты Украины Лидия Яремчук, Валерий Легин, Виктор Алдошин и актёр Олег Масленников.
Спектакли театра «Актёр» — лауреаты многочисленных всеукраинских конкурсов и премий.
После смерти Валентина Шестопалова в 2013 году, «Актёр» возглавила вдова артиста Татьяна Родионова. Художественным руководителем театра был известный режиссёр и актёр Игорь Славинский.
В 2017 году директором и художественным руководителем театра «Актёр» стал продюсер Слава Жыла.

## Театр сегодня
Сегодня «Актёр» — современный театр, где рядом с альтернативными представлениями молодых и опытных режиссёров идут классические и проверенные временем спектакли.
Художественный руководитель театра Слава Жыла разработал манифест, согласно которому «Актёр» развивает свою деятельность в четырёх направлениях:
- Актёр. КЛАССИКА — традиционные спектакли по пьесам Антона Чехова «Медведь» и «Предложение», Брэндона Томаса «Здравствуйте, я ваша тётушка» и Александра Гельмана «Лавка».
- Актёр. UNDERGROUND — постановки произведений современных украинских и зарубежных авторов. Первая работа в этом направлении — спектакль «Бойцовский клуб» по Чаку Паланику (премьера 17 сентября 2017 года).
- Актёр. KIDS — спектакли для детей.
- Актёр. ДОМАШНИЙ ТЕАТР — это лаборатория, где модные именитые режиссёры работают с непрофессиональными артистами.

Кроме привычного формата спектакля, в театре проводятся разноплановые мастер-классы от актёров театра и кино, художественного руководителя театра и приглашенных лекторов.

### Актёры
В спектаклях театра «Актёр» участвуют народные артисты Украины Ада Роговцева, Алексей Вертинский, Лариса Руснак, Людмила Смородина, Анатолий Гнатюк и актеры ведущих киевских театров: Ольга Атанасова, Виктория Билан, Екатерина Варченко, Мария Деменко, Елена Дудич, Александр Жыла, Михаил Жонин, Александра Жупник, Владимир Захарченко, Анастасия Киреева, Владимир Кокотунов, Андрей Кронглевский, Максим Максимюк, Даниил Маржец, Светлана Орличенко, Владимир Ращук, Пётр Русаненко, Ахтем Сеитаблаев, Кристина Синельник, Таисия Сикорская, Алексей Скляренко, Мирослава Филиппович, Анатоль Фон-Филандра.

### Спектакли
- «Здравствуйте, я ваша тётя», Б. Томас
- «Двое на качелях», У. Гибсон
- «Бойцовский клуб», Ч. Паланик[5]
- «Мегеры», Д. Нигро
- «Дом сумасшедших», Э. Скарпетта
- «7 разгневанных джентльменов», Дж. Стёрджес
- «Ночь перед Рождеством», Н. Гоголь
- «Пусть живет Бушон!», Ж. Делль, Ж. Сиблейрас